# خیابان باند (تورنتو)
خیابان باند (انگلیسی: Bond Street) خیابانی کوتاه در تورنتو (⎘ تورنتو) است که از خیابان گولد تا خیابان کوئین (تورنتو) شرقی امتداد دارد که خانه برخی از ساختمان‌های تاریخی است و با چندین شخصیت تاریخی شهر مرتبط است.